# 葡屬東非
葡屬東非（葡萄牙語：África Oriental Portuguesa），又稱葡屬莫桑比克，是葡萄牙在非洲東部地區殖民地的統稱。葡萄牙在1498年首次到達東非海岸，并在此之後開始建設殖民據點。葡萄牙曾致力在當地植入葡萄牙文化。1951年，葡屬東非改為葡萄牙的海外省。1975年，葡屬東非宣佈獨立，也就是今天的莫桑比克。